# Ялта-Интурист
Гостиничный комплекс «Ялта-Интурист» — гостиница в Ялте (Крым), расположена на краю Массандровского парка на берегу Чёрного моря.

## История создания
Гостиничный комплекс «Ялта-Интурист» был построен к 1977 году строителями комбината «Крымспецстрой» и югославского объединения «Унион инженеринг — ИНГА» по проекту академика Академии художеств СССР А. Т. Полянского, архитектора И. Н. Мошкуновой, инженеров К. Н. Васильева и Я. И. Духовного.
Согласно проекту жилые комнаты расположились со 2-го по 15-й этаж; общественные помещения — кафе, бары и рестораны, бюро экскурсий торговый пассаж, варьете, почта, парикмахерская — размещены в нижних этажах, с устройством независимого доступа к ним. Верхний панорамный этаж был отведен под киноконцертный зал, ресторан и террасу-солярий.
Благоустроенная территория гостиничного комплекса — «террасный парк» — стала естественным продолжением Массандровского парка начала XIX века. На территории нового парка были созданы аллея «Амфор», площадка кипарисов, площадка платанов, площадка каштанов, скалинада, фонтаны «Каскад» и «Флора».
В последнее время в инфраструктуре комплекса созданы центр грязеомоложения, сферический кинотеатр, небольшой зоопарк, детский центр, двухуровневый пляж с теневыми навесами и песчаным покрытием.

## Архитектурно-художественные особенности
К разработке идей оформления и убранства гостиничного комплекса «Ялта-Интурист» был привлечен художник-монументалист Зураб Церетели.
Основой художественного декора комплекса стал поэтический мир крымских легенд. Корпус гостиницы напоминает океанский лайнер, увенчанный легкой ладьей древних мореплавателей.
Среди сюжетов расположенных на горельефной композиции из меди «Легенды Крыма» над парадным входом в гостиницу — силуэт горы Аюдаг, основатели города Ялты, сады и селения первых обитателей Южного берега Крыма, герои крымской легенды об Адаларах — крылатые юноши, Марии из предания о пленнице Бахчисарайского дворца.
В центральном вестибюле гостиницы находилась ажурная композиция в стиле рыбацких сетей.
При входе в ресторан «Мраморный» — мраморные квадры барельефа, представляющие легкий танец жительниц древнего Херсонеса.
В оформлении номеров и коридоров гостиницы использованы ретро-фотографии (морская тематика и тематика киносъёмочного процесса 20-х годов XX века).

## Инфраструктура гостиницы

### В 1978 году
К 1978 году структура гостиничного комплекса включала в себя: 2 ресторана на 2500 мест, несколько кафе, бары, торговые ряды, три бассейна (олимпийского размера, прыжковый и детский), пляж на 3000 мест (на пляже расположились бары и кафе, гардеробные и сауны, медицинский пункт и пункты проката пляжного и спортивного инвентаря).

### В настоящее время
Номерной фонд основного корпуса гостиничного комплекса — 1140 номеров различных категорий (980 стандартных и семейных, 134 полулюкса, 26 люксов). В каждом номере есть балкон.

## Участие в проведении международных встреч
Гостиничный комплекс принимал участие в организации и проведении встречи на высшем уровне лидеров стран Черноморского бассейна, 41-го Конгресса ФИЖЕТ, международной конференции по правам человека ООН, международных конференций ЮНЕСКО, международных встреч журналистов, международной встречи руководителей средств массовой информации, семинаров ЕЭС и НАТО, международного телекинофорума «Вместе», международного фестиваля «Пять звезд», конгресса ЧЭС и др.